# Art of Fighting 2
Pour les articles homonymes, voir Art of Fighting.
Art of Fighting 2 (龍虎の拳2, Ryūko no Ken 2 au Japon) est un jeu vidéo de combat en 2D développé et édité par SNK sur Neo-Geo MVS et Neo-Geo AES, Neo-Geo CD (NGM / NGH 056) et Super Famicom en 1994.
Il est réédité sur PlayStation 2 en 2006,, et sur Nintendo Switch en 2018.
Il s'agit du deuxième épisode de la série Art of Fighting.

## Système de jeu
Le système de jeu utilise quatre boutons : 
- A: coup de poing
- B: coup de pied
- C: projection
- D: provocation

## Personnages
- Ryo Sakazaki
- Robert Garcia
- King
- Lee Pai Long
- Takuma Sakazaki
- Jack Turner
- Mr Big
- Temjin
- John Crawley
- Mickey Rogers
- Eiji Kisaragi
- Yuri Sakazaki
- Geese Howard

## Réédition
- Console virtuelle (Japon, Amérique du Nord, Europe)